# Gibbicepheus micheli
Gibbicepheus micheli är en kvalsterart som beskrevs av Sandór Mahunka 1978. Gibbicepheus micheli ingår i släktet Gibbicepheus och familjen Carabodidae. Inga underarter finns listade i Catalogue of Life.